# 상장 (표창)
상장(賞狀)은 뛰어난 성적을 거둔 사람이나 공로가 있는 자에 대하여 주어지는 서신이다. 머릿말에는 표창장, 감사장, 상장 등의 어휘가 들어간다. 이에 따라 주어지는 사람의 이름, 성적과 공로를 기리기 문장, 상장을 주는 연월일, 상장을 준 사람의 사람의 이름이 들어간다. 종이는 흰색이 일반적이다. 형식으로는 종이의 방향과 문자의 배치에 의해 수평 수직 또는 수직 수평 등의 상장이 있다. 테두리에는 봉황 무늬를 사용하기도 한다.